# Kevin Seconds
Kevin Seconds (anglès: Kevin Marvelli)  (Sacramento, 24 de març de 1961) és un cantant, compositor i músic estatunidenc, conegut per ser el vocalista de 7 Seconds. Igual que Ian MacKaye de Minor Threat, Seconds ha tingut una influència positiva en la divulgació del moviment straight edge, tot i no donar suport a la seva vessant més ortodoxa. Tanmateix, continua mantenint un estil de vida lliure de drogues, alcohol i tabac. També és vegetarià.

## Trajectòria
Quan era adolescent, Kevin Marvelli es va traslladar amb la seva família a Reno, on va viure fins al 1988, quan es va traslladar de nou a Sacramento. El 1979, mentre vivia a Reno, arran de veure un reportatge a la televisió sobre Sex Pistols i l'explosió de l'escena punk rock, va fundar, amb el seu germà petit i baixista Steve Youth, l'influent grup de hardcore punk 7 Seconds, del qual n'escrivia les lletres. El grup va signar amb la discogràfica Better Youth Organization (BYO Records) a finals de 1983, que va publicar el primer àlbum d'estudi de 7 Seconds, titulat The Crew, poc després del seu primer enregistrament, l'EP Skins, Brains & Guts, que va sortir a la llum gràcies al segell Alternative Tentacles al 1982.
Simultàniament a la seva carrera amb el grup, Kevin Seconds ha participat en diversos projectes musicals paral·lels, com ara Go National, Drop Acid, Mustard, 5'10", Ghetto Moments, Kevin Seconds & The Altruistics, Positively Ventilate, Unsteady Heights i Gimme An F. Com a artista en solitari, d'ençà del 1988, Seconds ha realitzat nombroses gires com a intèrpret acústic i ha tocat amb músics com Elliott Smith, Jonathan Richman, Ben Lee, John Doe, Bad Brains, Bob Mould, Chuck Ragan (Hot Water Music), Ben Nichols (Lucero), Vic Ruggiero (The Slackers), Greg Attonito (The Bouncing Souls), Joey Cape (Lagwagon), Steve Soto 9 (The Adolescents) i Jesse Michaels (Operation Ivy), entre d'altres. Seconds ha publicat diversos àlbums en solitari, un disc tribut amb 33 cançons breus inspirades en Woody Guthrie, i un àlbum compartit amb Matt Skiba d'Alkaline Trio, publicat el 2002 per Asian Man Records. El 2017, Seconds va ser el teloner de la gira «From Boston To Berkeley» de Rancid i Dropkick Murphys, que va culminar amb la participació al festival It's Not Dead de San Bernardino.
A més de músic, Seconds és il·lustrador. També ha presentat puntualment un programa de ràdio en línia anomenat Sound Salvation Radio, així com el seu propi pòdcast The Ramble Transmissions, que en ocasions ha emès en directe des de la seva furgoneta mentre està de gira. L'estiu del 2018, va obrir una galeria d'art, una botiga i un espai de música en directe anomenat Riving Loom Arts a Sacramento, on hi han actuat diversos cantautors com Vic Ruggiero, Dave Dondero, Kepi Ghoulie, Jonah Matranga i Micah Schnabel.

## Discografia
- 1997 Stoudamire (Earth/Cargo)
- 2001 Heaven's Near Wherever You Are (Headhunter)
- 2002 Matt Skiba & Kevin Seconds (compartit amb Matt Skiba)
- 2008 Rise Up, Insomniacs! (Asian Man)
- 2010 Good Luck Buttons (Asian Man)
- 2012 Don't Let Me Lose Ya (Asian Man)[10]
- 2014 Off Stockton (Rise)
- 2014 New Years Rulin's (This Means Something)
- 2016 Band-Aid On A Bullet Wound (Birthday Money)